# آکواریوس/بگذار آفتاب به داخل بتابد
«مِدلی: آکواریوس/بگذار آفتاب به داخل بتابد» (به انگلیسی: Medley: Aquarius/Let the Sunshine In) که با نام‌های تَک «عصر آکواریوس» یا «بگذار آفتاب به داخل بتابد» هم شناخته می‌شود مِدلی متشکل از دو ترانه و از آثار گروه موسیقی فیفث دایمنشن است. این قطعه را جیمز رادو، جروم راگنی (ترانه‌سرا) و گالت مک‌درمات (آهنگ‌ساز) در اصل برای موزیکال مو (۱۹۶۷) نوشته بودند اما یک‌سال بعد توسط فیفث دایمنشن ضبط شد و در سال ۱۹۶۹ در قالب تک‌آهنگ روانهٔ بازار شد.
تک‌آهنگ در زمان انتشارش در ایالات متحده آمریکا به‌مدت ۶ هفته صدرنشین ترانه‌های پاپ در جدول بیلبورد هات ۱۰۰ بود و از انجمن صنعت ضبط موسیقی ایالات متحده آمریکا گواهی پلاتینیوم دریافت کرد. «آکواریوس/بگذار آفتاب به داخل بتابد» در سال ۱۹۷۰، دو جایزهٔ گرمی «بهترین اثر ضبط شدهٔ سال» و «بهترین اجرای آوازی معاصر» را دریافت کرد. این قطعه در فهرست ۱۰۰ ترانهٔ برتر همهٔ دوران که در سال ۲۰۱۳ و به‌مناسبت ۵۵ سالگی جدول بیلبورد هات ۱۰۰ منتشر شد، جایگاه شصت و ششم را به‌خود اختصاص داد.

## ساختار
موسیقی در بخش اول اثر («آکواریوس»)، آمیزه‌ای از سول و راک است و شعر آن توصیفی است از یکی از دوره‌های آسترولوژی با نام عصر آکواریوس. در بخش دوم یا «بگذار آفتاب به داخل بتابد»، با عوض شدن ریتم و تمپو، موسیقی هم به گاسپل تغییر فرم می‌دهد. در این بخش، آواز بیلی دیویس جونیور با هم‌سرایی چهار عضو دیگر فیفث دایمنشن همراهی می‌شود که به‌صورت پیوسته تکرار می‌کنند: «به آفتاب اجازه بده، اجازه بده به داخل بتابد، آفتاب به داخل بتابد».

## ضبط
زمانی که اعضای فیفث دایمنشن برای اجرا در هتل آمریکانای نیویورک مستقر بودند، یکی از آن‌ها کیف پولش را گم کرد. پس از آن‌که یک‌نفر کیف را پیدا کرد و به‌آن‌ها بازگرداند، او را به برنامه‌شان دعوت کردند و آن شخص هم متقابلاً از آن‌ها دعوت کرد برنامه‌اش را ببینند. آن شخص تهیه‌کنندهٔ موزیکال مو بود و اعضای فیفث دایمنشن پس از شنیدن «بگذار آفتاب به داخل بتابد» به‌قدری از آن خوش‌شان آمد که تصمیم گرفتند آن را ضبط کنند. زمانی‌که ترانه را به تهیه‌کنندهٔ گروه پیشنهاد دادند، او ابتدا به‌دلیل عدم موفقیت تجاری آلبوم منتشر شدهٔ موزیکال مو با ضبط آن مخالفت کرد اما بعد پیشنهاد داد «آکواریوس» و «بگذار آفتاب به داخل بتابد» را به‌صورت مِدلی ضبط کنند.
ضبط این اثر به شکلی غیرمتعارف (برای دههٔ ۶۰ میلادی) انجام شد: موسیقی آن در لس آنجلس و آواز خوانندگان در لاس وگاس ضبط شد و بعداً در استودیو میکس شد. در زمان ضبط، برای پنج خواننده، فقط از دو میکروفون استفاده شد. جیمی وب (آهنگ‌ساز) که در زمان ضبط در استودیو حضور داشت سخت تحت تأثیر تک‌خوانی بداههٔ بیلی دیویس در ترانهٔ «بگذار آفتاب به داخل بتابد» قرار گرفت و به بانز هاو گفت: «خدای من، این یک ضبط درجه یکه». تنظیم «آکواریوس/بگذار آفتاب به داخل بتابد» توسط بیل هالمَن انجام شد و نوازنده‌های اجاره‌ای گروه رِکینگ کرو موسیقی آن را اجرا کردند.
به گفتهٔ فلورنس لارو، اعضای گروه اصولاً اهل آسترولوژی نبودند و فقط به این دلیل که ترانه از امید، خوشی و هم‌آهنگی سخن می‌گفت آن را ضبط کردند.

## نظر منتقدان
مَتیو گرین‌وود در آل‌میوزیک «آکواریوس/بگذار آفتاب به داخل بتابد» را بزرگ‌ترین و ماندگارترین ضبط فیفث دایمنشن دانسته‌است. او به این موضوع هم اشاره کرده که ممکن است این قطعه در روزگار ما به‌شکلی «از مُد افتاده» به‌نظر برسد، اما «پیام اتحاد» موجود در قطعه را بی‌زمان و ماندگار دانسته‌است.
به عقیدهٔ تام بریهان از استریوگام در بازخوانی فیفث دایمنشن، خشم و آرمان‌گرایی مستتر در قطعه‌ها که سازندگان موزیکال مو در نظر داشتند از دست رفته و سطرهای مضحک دربارهٔ «مکاشفهٔ شفاف عرفانی و رهایی واقعی ذهن» باقی مانده‌است. او با اشاره به مفاهیم بنیادین موزیکال مو هم‌چون روابط جنسی، مواد مخدر و جنگ ویتنام، آن را تجلی واقعی و اصیل طغیانگری دانسته و از اجرای فیفث دایمنشن با عنوان کَمینه‌سازی یاد کرده‌است.

## فهرست قطعات تک‌آهنگ
| Side     | عنوان                                      | مدت  |
| -------- | ------------------------------------------ | ---- |
| روی صفحه | "مِدلی: آکواریوس/بگذار آفتاب به داخل بتابد" | ۴:۵۰ |
| پشت صفحه | "زنگ می‌زنم بهت نمی‌شنوی؟"                   | ۳:۵۴ |

## موقعیت در جدول‌های فروش
| چارت (۱۹۶۹)                               | بالاترین جایگاه |
| ----------------------------------------- | --------------- |
| کنت میوزیک ریپورت استرالیا                | ۳               |
| جدول مجلهٔ میوزیک‌مارکت اتریش               | ۱۱              |
| جدول مجلهٔ میوزیک‌مارکت آلمان غربی          | ۲               |
| اولتراتاپ بلژیک (والونیا)                 | ۲۳              |
| مجلهٔ آرپی‌ام کانادا                        | ۱               |
| جدول معاصر بزرگسالان مجلهٔ آرپی‌ام          | ۱               |
| جدول تک‌آهنگ‌های ایرلند                     | ۱۵              |
| ۴۰ آهنگ برتر هلند                         | ۱۲              |
| ۱۰۰ تک‌آهنگ برتر هلند                      | ۱۴              |
| نیوزیلند لیسنر                            | ۶               |
| رادیو اسپرینگ‌باک آفریقای جنوبی            | ۳               |
| فهرست برترین‌های سوئد                      | ۳               |
| جدول موسیقی سوئیس                         | ۴               |
| آفیشال چارتس بریتانیا                     | ۱۱              |
| بیلبورد هات ۱۰۰                           | ۱               |
| جدول ایزی لیسنینگ مجلهٔ بیلبورد            | ۱               |
| ترانه‌های داغ آراندبی/هیپ-هاپ مجلهٔ بیلبورد | ۶               |
| تاپ ۱۰۰ مجلهٔ کرَش‌باکس آمریکا               | ۱               |

| چارت (۱۹۶۹)                                | بالاترین جایگاه |
| ------------------------------------------ | --------------- |
| ۱۰۰ ترانهٔ پرفروش سال ۱۹۶۹ مجلهٔ آرپی‌ام      | ۳               |
| بیلبورد هات ۱۰۰                            | ۲               |
| برترین تک‌آهنگ‌های ایزی لیسنینگ مجلهٔ بیلبورد | ۱۳              |
| برترین تک‌آهنگ‌های سول مجلهٔ بیلبورد          | ۵۰              |
| برترین‌های مجلهٔ کرَش‌باکس                     | ۳               |

| چارت (۱۹۵۸–۲۰۱۸) | بالاترین جایگاه |
| ---------------- | --------------- |
| بیلبورد هات ۱۰۰  | ۷۳              |

## دست‌اندرکاران

### اعضای فیفث دایمنشن
- بیلی دیویس جونیور: خوانندهٔ اصلی و هم‌خوان
- فلورنس لَرو: خوانندهٔ اصلی و هم‌خوان
- مریلین مک‌کو: خوانندهٔ اصلی و هم‌خوان
- لامونت مک‌لمور: خوانندهٔ هم‌خوان
- ران تاون‌سان: خوانندهٔ هم‌خوان

### نوازندگان
- تامی تدسکو: گیتار
- دنیس بودیمیر: گیتار
- لری نکتل: کیبورد
- جو آزبورن: گیتار بیس
- هال بلین: درامز

### تولید
- بانز هاو: تهیه‌کننده و مهندس صدا
- الیوت فدرمن: مسترینگ